# (6822) Horálek
(6822) Horálek, désignation internationale (6822) Horalek, est un astéroïde de la ceinture principale.

## Description
(6822) Horalek est un astéroïde de la ceinture principale. Il fut découvert le 28 octobre 1986 à l'Observatoire Kleť par Zdeňka Vávrová. Il présente une orbite caractérisée par un demi-grand axe de 2,59 UA, une excentricité de 0,25 et une inclinaison de 2,7° par rapport à l'écliptique.

## Compléments